# Trafic (revue)
Pour les articles homonymes, voir Trafic.
Trafic était une revue trimestrielle française consacrée au cinéma et publiée par les éditions P.O.L. Fondée par Jean-Claude Biette et Serge Daney en 1991, la revue cesse sa parution sous forme trimestrielle au mois de novembre 2021, après 30 ans d’existence et 120 numéros, alors qu'il ne reste plus que deux cents lecteurs.

## Histoire

### Titre
Le titre de la revue a été trouvé par Jean-Claude Biette. Le mot « trafic » a l'avantage d'être bilingue et de faire référence au film homonyme de Jacques Tati.

### Esprit de la revue
Trafic est une revue de cinéma au sens où le cinéma est un point de départ, et non un accomplissement.
La revue se caractérise par une maquette très lisible et sans fioriture : du papier kraft, et aucune illustration, à l'exception de la petite vignette en couverture. Le parti-pris est de publier seulement des textes sans illustrations sur le cinéma, autour du cinéma et à partir du cinéma.
Serge Daney voulait laisser derrière lui une revue ouverte, très littéraire et, en homme de style qu'il était, une revue insistant sur l'importance de l'écriture.

## Comité de rédaction et collaborateurs
Le comité de rédaction comptait à l'origine cinq membres : Serge Daney, Jean-Claude Biette, Raymond Bellour, Patrice Rollet et Yann Lardeau. Ce dernier est remplacé par Sylvie Pierre dès le deuxième numéro. Le comité ne compte plus que quatre membres après la mort de Daney en 1992, puis trois après la mort de Biette en 2003. Marcos Uzal rejoint le comité avec le numéro 100 en 2016 puis le quitte en 2020 après avoir rejoint les Cahiers du cinéma.
En plus du comité fixe, la revue est assortie d'un conseil de rédaction, comprenant en 2020 Jacques Bontemps, Leslie Kaplan, Pierre Léon, Jacques Rancière, Jonathan Rosenbaum, Jean Louis Schefer et Marcos Uzal.
Les collaborateurs de la revue sont aussi bien critiques et penseurs, philosophes, écrivains, que poètes, cinéastes, photographes ou universitaires ; parmi les collaborateurs réguliers figurent notamment Jacques Aumont, Christa Blümlinger, Nicole Brenez, Emmanuel Burdeau, Serge Chauvin, Olivier Cheval, Bernard Eisenschitz, Pierre Eugène, Jean-Paul Fargier, Pierre Gabaston, Hervé Gauville,  Marie Anne Guerin, Youssef Ishaghpour,  Kent Jones, Bill Krohn, Pierre Léon, Jean-Louis Leutrat, Mathieu Macheret, Adrian Martin,Jean Narboni, Mark Rappaport, Fabrice Revault, Frédéric Sabouraud, Jean-Marie Samocki, Dork Zabunyan. 
Des intellectuels, des écrivains et des cinéastes ont collaboré à la revue, entre autres Giorgio Agamben, Marguerite Duras, Pierre Legendre, Jean-Luc Godard, Manoel de Oliveira, João Cesar Monteiro, Robert Kramer, Luc Moullet, Philippe Grandrieux, Jean-Louis Comolli, Jean-Paul Fargier, Harun Farocki, Angela Ricci Lucchi et Yervant Gianikian, Leslie Kaplan, Pierre Alferi, Jean-Luc Nancy, Philippe Lacoue-Labarthe, Jean-Louis Schefer.
Jean-Luc Mengus, correcteur de toutes les éditions P.O.L., participe activement au secrétariat de rédaction et à la mise en page.

## Numéros spéciaux
- Trafic no 37, printemps 2001 : Serge Daney : après, avec
- Trafic no 41, printemps 2002 : Hitchcock/Lang
- Trafic no 50, été 2004 : Qu'est ce que le cinéma ?
- Trafic no 56, hiver 2005 : Politique(s) de John Ford
- Trafic no 65, printemps 2008 : L'énigme de l'acteur
- Trafic no 80, hiver 2011 : 20 ans - 20 films
- Trafic no 85, printemps 2013 : Jean-Claude Biette, l'évidence et le secret
- Trafic no 100, hiver 2016 : L'écran, l'écrit